# Football Club Jazz
F. C. Jazz es un equipo de fútbol de Finlandia, situado en la ciudad de Pori. Fue fundado en 1934 con el nombre de Porin Pallo-Toverit y adoptó el nombre "Jazz" en 1991. Actualmente juega en la Kakkonen, tercera categoría del campeonato nacional.
El club permaneció en la Primera División de Finlandia desde 1984 hasta 2005. Durante esa etapa ganó dos títulos de liga (1993 y 1996) y participó en las competiciones europeas en numerosas ocasiones. Desapareció por problemas económicos en 2005 y retomó su actividad un año después.

## Historia
El equipo fue fundado en 1934 con el nombre de Porin Pallo-Toverit (P. P. T.). Durante ese tiempo funcionó como un club polideportivo amateur con diferentes secciones. Debido a que el fútbol no gozaba de la misma popularidad que otros deportes en Finlandia, su desarrollo fue bastante lento y se concentró en la participación en los campeonatos regionales a lo largo de los años.
En 1969 se centraron todos los esfuerzos en el club de fútbol y se eliminaron el resto de secciones. Esto conllevó una mejoría en los resultados del P. P. T., que comenzó a escalar posiciones. Desde 1981 hasta 1984 pasó de Tercera a Primera División, con el objetivo de consolidarse en la máxima categoría. En 1989 descendió pero retornó a la Veikkausliga al año siguiente.
El 28 de noviembre de 1991 los dirigentes cambiaron por completo la identidad de la institución, que pasó a llamarse FC Jazz, un nombre más comercial e inspirado en el festival de jazz de Pori. Se realizaron importantes ficajes entre los mejores equipos finlandeses para reforzar la plantilla. En 1993, la ciudad de Pori vio como su equipo se proclamó campeón de liga, después de vencer al MyPa por 6:3, en un campo lleno por 11.000 espectadores. Un año después debutó en la Copa de la UEFA, donde fue eliminado por el FC Copenhague.
En 1996 el FC Jazz volvió a ganar el campeonato de liga tras imponerse ante el FF Jaro, que en la primera fase ocupó la primera posición por delante del equipo de Pori. La victoria supuso también su participación en la Liga de Campeones de 1997/98, la primera en toda su historia. El club llegó hasta la segunda fase luego de vencer al FC Lantana Tallinn de Estonia, y cayó ante el Feyenoord holandés.
A partir de ahí, el equipo comenzó a finalizar en posiciones intermedias de la clasificación y su situación financiera se inestabilizó. En la temporada de 2004 descendió a Segunda División, y con una deuda de 700.000 euros anunció su desaparición el 31 de enero de 2005. Un año después regresó a la competición con el equipo juvenil, que jugaba en la quinta categoría nacional. Tres años después consiguió el ascenso a la Kakkonen, la tercera división de Finlandia, y para el año 2010 retomó el nombre FC Jazz.

## Estadio

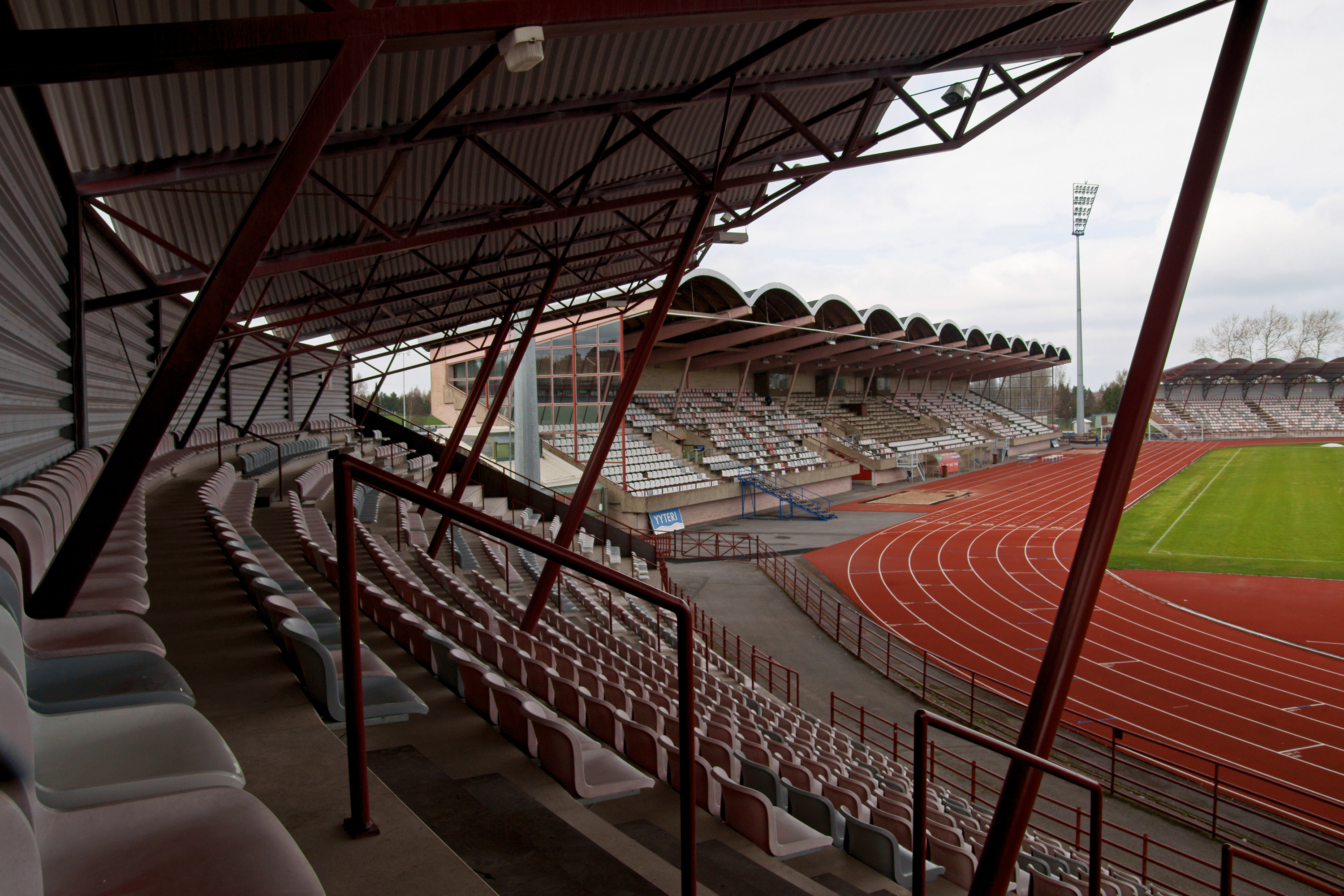
Porin Stadion

El estadio donde el F. C. Jazz disputa sus partidos como local es el Estadio de Pori (Porin Stadion), un campo polideportivo rodeado por una pista de atletismo. Fue construido en 1963 y se ha remodelado varias veces para modernizarlo. También se le conoce popularmente como "Estadio del viento eterno" (Ikuisen Tuulen Stadion) por la lejanía del recinto respecto al centro de la ciudad. Usa hierba natural, con una superficie de 103 x 67 metros, y lo comparte con el otro equipo de la ciudad, el Porin Palloilijat.
Dispone de 4.000 localidades, pero puede albergar más gente con gradas y vallas supletorias. En el partido de 1993 que dio al FC Jazz su primera liga, asistieron más de 11.000 espectadores que rodearon todo el terreno de juego.

## Palmarés
- Veikkausliiga: 2

1993, 1996
- Copa de Finlandia: 0
  - Finalista: 1

1995
- Copa de Liga de Finlandia: 0
  - Finalista: 1

1994
- Copa TUL: 8

1982, 1985, 1987, 1990, 1993, 1996, 1998, 2002

## Participación en competiciones de la UEFA
UEFA Champions League: 1 aparición
| Temporada | Ronda            | Club       | Casa | Visita | Global |
| --------- | ---------------- | ---------- | ---- | ------ | ------ |
| 1997-1998 | Clasificatoria 1 | FC Lantana | 2-0  | 1-0    | 3-0    |
| 1997-1998 | Clasificatoria 2 | Feyenoord  | 1-2  | 2-6    | 3-8    |

Copa UEFA: 3 apariciones
| Temporada | Ronda          | Club             | Casa | Visita | Global |
| --------- | -------------- | ---------------- | ---- | ------ | ------ |
| 1994-95   | Preliminar     | FC Copenhagen    | 0-4  | 1-0    | 1-4    |
| 1996-97   | Preliminar     | GÍ Gøta          | 3-1  | 1-0    | 4-1    |
| 1996-97   | Clasificatoria | FC Dynamo Moscow | 1-3  | 1-1    | 2-4    |
| 1997-98   | 1              | TSV 1860 Múnich  | 0-1  | 1-6    | 1-7    |

Copa Intertoto: 1 aparición
| Temporada | Ronda | Club                | Casa | Visita | Global |
| --------- | ----- | ------------------- | ---- | ------ | ------ |
| 2001      | 1     | Gloria Bistrița     | 1-0  | 1-2    | 2-2    |
| 2001      | 2     | Paris Saint-Germain | 1-4  | 0-3    | 1-7    |